# 니타군

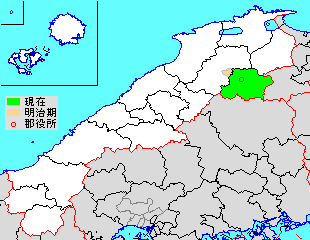
니타 군의 위치

니타군(일본어: 仁多郡)은 일본 시마네현의 군이다.
인구 10,637명, 면적 368.01km², 인구밀도 28.9명/km².(2025년 3월 1일, 추계인구)
이하 1정으로 구성된다.
- 오쿠이즈모정(奥出雲町)

## 역사
- 2005년 3월 31일 - 니타 정과 요코타 정이 합병해 오쿠이즈모 정이 되었다.